# Megachile santaerosae
Megachile santaerosae är en biart som beskrevs av Embrik Strand 1910. Megachile santaerosae ingår i släktet tapetserarbin, och familjen buksamlarbin. Inga underarter finns listade i Catalogue of Life.